# Qualship 21
De term Qualship 21 staat voor quality shipping for the 21st century, de kwaliteit van de scheepvaart in de 21ste eeuw. Ze is in het leven geroepen door de Amerikaanse kustwacht (USCG) om de strijd aan te gaan tegen de substandaard scheepvaart.
Qualship 21 wordt door de USCG uitgegeven aan een schip. Dit kan enkel wanneer dit schip vaart onder de vlag van een vlaggenstaat die door de USCG competent wordt geacht. In 2016 bestond deze lijst uit zestien vlaggenstaten. 

## Lijst met vlaggenstaten
- België
- Bermuda
- British Virgin Islands
- Canada
- Cayman Eilanden
- Denemarken
- Gibraltar
- Hong Kong
- Italië
- Japan
- Marshall Eilanden
- Mexico
- Filipijnen
- Republiek Korea
- Zwitserland
- Verenigd Koninkrijk

Het idee achter Qualship 21 is om reders en vlaggenstaten te stimuleren hun niveau van veiligheid en anti-pollutie te verhogen. De USCG heeft een systeem ontwikkeld dat schepen kan identificeren gebaseerd op inspecties van de voorgaande twee jaar. Op basis hiervan wordt dan beslist hoe vaak deze schepen inspecties zullen ondergaan.

## Objectieven van Qualship 21
De USCG maakt onderscheid tussen schepen die in de voorgaande twee jaar door de inspecties zijn geraakt zonder enige opmerking en andere schepen. Een schip dat het certificaat heeft ontvangen, kan zich een ‘kwaliteitsvol’ schip noemen. Eens een schip in het bezit van dit certificaat is, zal het minder worden onderworpen aan inspecties in de VS. Dit moedigt reders aan om dit certificaat te behalen, omdat minder inspecties gelijk staat aan minder tijd in de haven en minder administratief werk. Op deze manier probeert de VS het aantal schepen in slechte staat dat in Amerikaanse wateren vaart te beperken.